# Полярний ефект
Полярний ефект (англ. polar effect) — вплив замісника, що пов'язаний з електронегативністю атомів чи груп (індуктивний, мезомерний ефекти, ефект поля). Для молекули реактанту RY полярний ефект групи Y включає всі процеси, за якими замісник може змінити електричне поле, що діє на реакційний центр Y, у порівнянні зі стандартною сполукою R0Y. Ці сили можуть викликатись розділенням зарядів, яке виникає через різну електронегативність атомів або делокалізацією електронів.
Синонім електронний ефект використовується у випадку, коли необхідно відрізнити його від стеричного ефекту.